# Recchia fallaciosa
Recchia fallaciosa là một loài bọ cánh cứng trong họ Cerambycidae.